# San Gregorio Barbarigo alle Tre Fontane (titolo cardinalizio)
San Gregorio Barbarigo alle Tre Fontane (in latino: Titulus Sancti Gregorii Barbadici ad Aquas Salvias) è un titolo cardinalizio istituito da papa Paolo VI nel 1973 con la costituzione apostolica Cum ob proxime. Il titolo insiste sulla chiesa di San Gregorio Barbarigo, sita nel quartiere Eur e sede parrocchiale dal 28 gennaio 1964.
Dal 28 giugno 2018 il titolare è il cardinale Désiré Tsarahazana, arcivescovo metropolita di Toamasina.

## Titolari
- Maurice Michael Otunga (5 marzo 1973 - 6 settembre 2003 deceduto)
- Bernard Louis Auguste Paul Panafieu (21 ottobre 2003 - 12 novembre 2017 deceduto)
- Désiré Tsarahazana, dal 28 giugno 2018